# Schoenobiblus grandifolia
Schoenobiblus grandifolia är en tibastväxtart som beskrevs av Ignatz Urban. Schoenobiblus grandifolia ingår i släktet Schoenobiblus och familjen tibastväxter. Inga underarter finns listade i Catalogue of Life.